# Kollegiernes Kontor i København
Kollegiernes Kontor I København (også kendt som KKIK) er en administrationsforening, der er etableret som til administration af boliger. KKIK varetager på deres ventelistesystem ca. 6.400 kollegie- og ungdomsboliger i København og omegn.
KKIK’s formål er at administrere boliger, fortrinsvis for unge herunder kollegier og ungdomsboliger, men ikke begrænset hertil. KKIK påtager sig bl.a. følgende opgaver:

## Ventelisteadministration og studietjek
KKIK varetager indstilling til 6.400 kollegie- og ungdomsboliger  i Storkøbenhavn.
Kommuner har indført krav om, at kollegier og ungdomsboliger, som er opført med støtte, skal være tilsluttet indstilling gennem et indstillingsudvalg, hvor indstillingen til lejemål foregår efter meget meget specifikke regler. Der stilles ikke samme instillingskrav til boliger, som er ejet af private investorer  fondskollegier, det betyder at ejer af disse typer af boliger har mulighed for at lægge egne kriterier og egne ønsker ind i indstillingskriterierne.
På baggrund af gældende lovgivningen, udfører KKIK et årligt studietjek af i forhold til lejere på hver enkelt ejendom. Studietjek kan også udføres efter behov.

## Eksempler på kollegier som er på KKIK´s ventelistesystem og/eller administreres af KKIK
- Kagså Kollegiet
- Grønjordskollegiet
- Øresundskollegiet
- Danmarks Internationale Kollegium
- Frankrigsgade Kollegiet
- Rebæk Søpark Kollegiet[2]